# Mieczysław Małynicz-Malicki
Mieczysław Małynicz-Malicki (ur. 1888 w Brzostowicy, zm. 30 marca 1969) – duchowny rzymskokatolicki, działacz społeczny i pierwszy proboszcz w Mońkach, następnie duszpasterz w Białoruskiej Republice Radzieckiej.

## Życiorys
Urodzony w rodzinie inteligenckiej w Brzostowicy. 10 czerwca 1912 roku przyjął święcenia kapłańskie w katedrze w Wilnie i w 1916 roku został skierowany do posługi w Mońkach. Organizował budowę pierwszego kościoła w tej miejscowości, a także udzielał się społecznie – brał udział w zakładaniu szkoły, kasy pożyczkowej, kółka rolniczego, spółdzielni spożywczo-handlowej. W 1920 roku został pierwszym proboszczem parafii MB Częstochowskiej w Mońkach. W 1923 roku, po konflikcie z Komitetem Budowy Kościoła, udał się do Warszawy na studia, które ukończył w 1926.
W okresie dwudziestolecia międzywojennego wchodził w konflikt z polskimi władzami. Jego aresztowanie było nawet przedmiotem interpelacji poselskiej.
W latach 1930–1934 sprawował funkcję proboszcza w parafii Świętej Trójcy w Jasionówce.
W 1944 roku został skierowany do parafii we Słucku, prowadził szeroką działalność duszpasterską. Został aresztowany w czerwcu 1947 roku, by po półrocznym areszcie zostać skazanym na siedem lat łagru. Po powrocie w 1955 roku do Słucka, skąd prowadził działalność wśród katolików na wschodniej Białorusi.
Umarł w Wielki Poniedziałek. Został pochowany na cmentarzu w Brzostowicy. Jak podaje Arkadiusz Studniarek, był powszechnie uważany za ostatniego katolickiego duszpasterza na wschodniej sowieckiej Białorusi.

## Pamięć
Imieniem księdza została nazwana jedna z ulic w Mońkach. Znajduje się w pobliżu Kościoła Matki Bożej Częstochowskiej, przy budowie którego duchowny brał udział.